# Achtzehn Choräle (Bach)
Die Achtzehn Choräle von verschiedener Art, auch Leipziger Choräle stellte Johann Sebastian Bach in seinen letzten Lebensjahren zusammen mit der Absicht, sie zu drucken. Diese Sammlung enthält Choralbearbeitungen für Orgel mit zwei Manualen und Pedal.
Bach wählte Sätze aus ganz verschiedenen Lebensperioden aus – die meisten dürften bereits in Weimar entstanden sein. In vielen Fällen gibt es mehrere ältere Lesarten, beispielsweise sind die beiden letzten Sätze auch im Orgelbüchlein enthalten; nicht immer weichen diese Frühformen so weit von der Endfassung ab, dass sie eigene BWV-Nummern erhielten.
Wie immer schrieb Bach nicht nur ab, sondern nutzte die Gelegenheit zu zahllosen Detailverbesserungen. Das Manuskript beginnt in fester, sicherer Schrift, die aber – wohl wegen Bachs Augenleiden – zunehmend unsicher und zittrig wird. Die letzten drei Sätze wurden von Bachs Schwiegersohn Johann Christoph Altnikol geschrieben; laut der Vorrede der Kunst der Fuge nach Diktat.
Der letzte Choral, Vor deinen Thron tret’ ich hiermit ist wohl am bekanntesten; er wurde unter dem Namen Wenn wir in höchsten Nöten sein von den Herausgebern in die Kunst der Fuge integriert und wird bis heute manchmal als deren Abschluss gespielt.

## Übersicht in der Folge des Autographs
| Nr. | BWV     | Titel des Satzes                                 | Taktart               | Tonart          | Frühformen           |
| --- | ------- | ------------------------------------------------ | --------------------- | --------------- | -------------------- |
| 01  | BWV 651 | Fantasia super: Komm, Heiliger Geist, Herre Gott | 4/4-Takt              | F-Dur           | BWV 651a             |
| 02  | BWV 652 | Komm, heiliger Geist, Herre Gott                 | 3/4                   | G-Dur           | BWV 652a             |
| 03  | BWV 653 | An Wasserflüssen Babylon                         | 3/4                   | G-Dur           | BWV 653a, 653b       |
| 04  | BWV 654 | Schmücke dich, o liebe Seele                     | 3/4                   | Es-Dur          | BWV 654a             |
| 05  | BWV 655 | Trio super: Herr Jesu Christ, dich zu uns wend   | 4/4-Takt              | G-Dur           | BWV 655a, 655b, 655c |
| 06  | BWV 656 | O Lamm Gottes, unschuldig (3 Versus)             | 3/2 – 3/2 – 9/4 – 3/2 | A-Dur           | BWV 656a             |
| 07  | BWV 657 | Nun danket alle Gott                             | 4/4-Takt              | G-Dur           |                      |
| 08  | BWV 658 | Von Gott will ich nicht lassen                   | 4/4-Takt              | f-Moll          | BWV 658a             |
| 09  | BWV 659 | Nun komm, der Heiden Heiland                     | 4/4-Takt              | g-Moll          | BWV 659a             |
| 10  | BWV 660 | Trio super: Nun komm, der Heiden Heiland         | 4/4-Takt              | g-Moll          | BWV 660a, 660b       |
| 11  | BWV 661 | Nun komm, der Heiden Heiland                     | 4/4-Takt              | g-Moll          | BWV 661a             |
| 12  | BWV 662 | Allein Gott in der Höh sei Ehr                   | 4/4-Takt              | A-Dur           | BWV 662a             |
| 13  | BWV 663 | Allein Gott in der Höh sei Ehr                   | 3/2                   | G-Dur           | BWV 663a             |
| 14  | BWV 664 | Trio super: Allein Gott in der Höh’ sei Ehr’     | 4/4-Takt              | A-Dur           | BWV 664a             |
| 15  | BWV 665 | Jesus Christus, unser Heiland                    | 4/4-Takt              | e-Moll          | BWV 665a             |
| 16  | BWV 666 | Jesus Christus, unser Heiland (alio modo)        | 12/8                  | e-Moll          | BWV 666a             |
| 17  | BWV 667 | Komm, Gott Schöpfer, heiliger Geist              | 12/8                  | G-„mixolydisch“ | BWV 631              |
| 18  | BWV 668 | Vor deinen Thron tret’ ich hiermit               | 4/4-Takt              | G-Dur           | BWV 641              |

## Ausgaben
- Neue Bach-Ausgabe, Band IV/2